# Sporting Club de Huelva
El Sporting Club de Huelva es un club de fútbol femenino de la ciudad de Huelva, en España. Fue fundado en 1979 y actualmente juega en la Primera División pero la próxima temporada jugará en Primera Federación, máxima categoría del fútbol femenino español. Desde la temporada 2012/13 ha pasado por las localidades onubenses de Trigueros y San Juan del Puerto, para recalar de nuevo en la capital onubense, donde disputa sus partidos actualmente. El club ha tenido diversos nombres en función de sus patrocinadores principales, denominándose oficialmente durante una temporada Sporting Puerto de Huelva, y posteriormente Fundación Cajasol Sporting.

## Historia

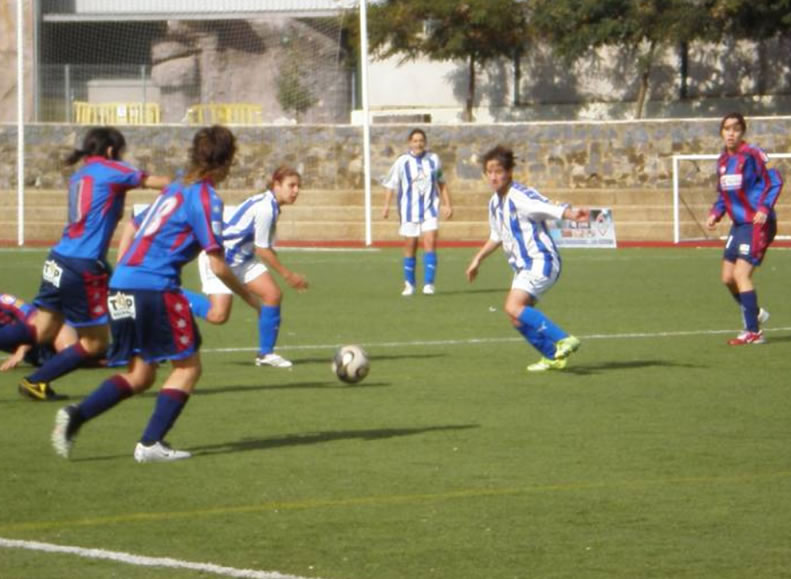
Partido contra el Levante de la Superliga 2006-2007

Bajo el impulso de Antonio Toledo Sánchez, el Sporting de Huelva fue fundado en 2 de julio de 1979, inicialmente como un club de fútbol base masculino. El club participó en competiciones provinciales de fútbol infantil y juvenil hasta la temporada 1987/88.
En 2004, tras 16 años inactivo, su fundador, Antonio Toledo, junto con Manuela Romero Landa, que había sido fundadora del CFF Estudiantes, deciden reestructurar el club como equipo de fútbol femenino. La temporada 2005/06 se proclamó campeón de la Liga Nacional y, tras dos ascensos consecutivos, alcanza Superliga. En su debut en la máxima categoría logró la permanencia finalizando en 10.ª posición, éxito que logró de nuevo lo siguiente campaña al terminar 11º.
Su mayor éxito deportivo fue la Copa de la Reina de Fútbol 2015 en la que se impuso por 2-1 al Valencia CF.
Estuvo presidido durante la mayor parte de su etapa como club femenino por José Antonio Muñóz Lozano, el que fuera presidente del Recreativo de Huelva de 1979 a 1984 y los diferentes clubes aficionados y semiprofesionales de distintos barrios (La Orden, Santa Marta...). En la actualidad, lo preside Manuela Romero.
En la temporada 23/24, tras 18 años consecutivos en la élite, pierde la categoría al quedar en última posición.

## Uniforme
- Uniforme titular: Camiseta azul y blanca a rayas verticales, pantalón blanco, medias azules.
- Uniforme alternativo: Camiseta roja y negra a rayas verticales, pantalón y medias negras.

## Jugadoras y cuerpo técnico

### Historial de entrenadores
La siguiente relación detalla cronológicamente todos los entrenadores que ha tenido el equipo.
- 2004-2020:   Antonio Toledo Sánchez
- 2020-2021:   Jennifer Benítez Ortiz
- 2021-2023:   Antonio Toledo Sánchez
- 2023-2024:   Iván Rosado
- 2024-act:   Francisco Romero Oliva

## Palmarés
- 1 Copa Federación: 2003
- 1 Campeonato Provincial: 2005
- 1 Liga Nacional (2ª División): 2006
- 3 Copa de Andalucía: 2014, 2015, 2015
- 1 Copa de la Reina de fútbol: 2015.   
  - 1 Subcampeonato de Copa de la Reina de fútbol 2022.

## Trayectoria
- Temporadas en Primera División: 18
- Temporadas en Segunda División: 2
- Temporadas en Categoría Regional: 1

## Estadio
De manera eventual está jugando en los campos de CD.Lamiya. Corrales, Aljaraque. A la espera de que el campo nuevo colombino y/o Ciudad deportiva decano del fútbol español Francisco Mendoza estén acondicionados.